# 에토포시드
에토포시드(Etoposide)는 고환암, 폐암, 림프종, 백혈병, 신경모세포종 및 난소암을 포함한 여러 종류의 암 치료에 사용되는 항암화학요법 약물이다. 혈구탐식성 림프조직구증에서도 사용된다. 경구 또는 정맥 주사로 투여한다. 베페시드(Vepesid) 등의 상품명으로 판매된다.
부작용은 매우 흔하다. 여기에는 혈구 수 감소, 구토, 식욕 부진, 설사, 탈모, 발열이 포함될 수 있다. 다른 심각한 부작용으로는 알레르기 반응과 저혈압이 있다. 임신 중에 사용하면 태아에게 해를 끼칠 수 있다. 에토포시드는 DNA 회전효소 억제제 계열 약물에 속한다. DNA를 손상시켜 작용하는 것으로 추정된다.
에토포시드는 1983년 미국에서 의료용으로 승인되었다. 세계 보건 기구 필수 의약품 목록에 등재되어 있다.

## 의학적 사용
에토포시드는 카포시 육종, 유잉 육종, 폐암, 고환암, 림프종, 비림프성 백혈병, 다형교모세포종과 같은 암을 화학요법으로 치료하기 위해 쓰이는 항암제이다. 다른 약제와 병용하는 경우가 많으며, 가령 고환암 치료를 위해서는 블레오마이신과 함께 쓸 수 있다. 골수 이식이나 조혈모세포 이식을 하기 전에 전처치 치료제로서 사용하기도 한다.

### 투여
정맥 주사(IV)로 투여하거나 캡슐, 알약 형태로 경구 투여하기도 한다. 정주로 투여하는 경우 30 ~ 60분 정도 긴 시간을 두고 느리게 투여하여야 하는데, 에토포시드를 투여할 시 혈압을 낮출 수 있기 때문이다. 주입 중에는 혈압을 확인하면서 그에 따라 투여 속도를 조정할 필요가 있다.

## 부작용
흔한 부작용으로는 주사부위반응, 저혈압, 탈모, 주사 부위의 통증이나 작열감, 변비나 설사, 금속 맛이 느껴지는 미각이상, 골수의 억제로 인한 백혈구감소증과 혈소판감소증, 그리고 백혈구의 감소로 인한 감염에 대한 취약함 등이 있다.
그보다 덜 흔한 부작용으로는 구역질, 구토, 알레르기 반응, 발진, 발열, 구강궤양, 급성 골수성 백혈병 등이 있다. 발열은 정맥 주사로 인한 투여 직후 발생할 수 있으나 감염으로 인한 것은 아니다. 한편 급성 골수성 백혈병은 에토포시드로 인한 부작용으로 생길 수 있으나 에토포시드 그 자체로 치료 가능하다.
와파린과 함께 투여하는 경우 출혈을 일으킬 수 있다.

## 약리학

### 작용 기전
에토포시드는 DNA, 제2형 DNA 회전효소(TopII)와 삼원 복합체를 형성한다. TopII는 DNA의 초나선 구조를 푸는 것을 돕는 효소이다. 정상 상태에서 TopII는 DNA의 이중나선 구조를 깨뜨리며, 다른 DNA 이중 나선이 지나갈 수 있게 한 뒤, 이중나선 구조가 깨진 DNA를 재연결시킨다. 에토포시드가 TopII에 결합하면 TopII가 깨진 DNA 나선을 재연결시키지 못하도록 막아, TopII가 깨뜨린 DNA가 계속 깨진 채로 있도록 만든다. 또한 TopII 분자가 이동하지 못하도록 만들어 초나선 구조를 푸는 것 역시 방해한다. 이로 인해 DNA의 이중나선 구조는 깨진 채로 유지되며 세포에 여러 가지 유해한 효과를 일으키고, 초나선 구조를 풀 TopII 분자를 결핍시킨다. 암세포는 빠르게 분열하기 때문에 건강한 세포보다 TopII에 훨씬 의존한다. 따라서 에토포시드가 TopII의 작용을 방해하면 암세포의 DNA 합성에 오류를 일으키고 세포자멸사를 촉진한다.

## 역사
에토포시드는 1966년 처음 합성되었으며, 미국 식품의약국(FDA)은 1988년 사용을 허가하였다.
VP-16이라는 별명은 에토포시드의 초기 연구에 참여했던 화학자 중 한 명인 폰 바르부르크(Von Wartburg)의 이름과 포도필로톡신(podophyllotoxin)에서 따온 것으로 추정된다.